# Theclopsis gargara
Theclopsis gargara is een vlinder uit de familie van de Lycaenidae. De wetenschappelijke naam van de soort werd als Thecla gargara in 1868 gepubliceerd door William Chapman Hewitson.

## Synoniemen
- Thecla doryasa Hewitson, 1874
- Asymbiopsis designarus Johnson & Le Crom, 1997
- Asymbiopsis remolinensis Johnson & Le Crom, 1997